# Alicia Pérez-Porro
Alicia Pérez-Porro (Barcelona, 1981) es una bióloga marina española especializada en el estudio de las esponjas marinas, activista medioambiental y feminista. Desde 2018, preside la Asociación de Científicos Españoles en Estados Unidos (ECUSA), desde donde lucha para romper el techo de cristal en el ámbito científico y que las mujeres ocupen puestos de liderazgo.

## Trayectoria
Doctora en Biología por la Universidad de Barcelona (UB), Pérez-Porro realizó su tesis sobre ecología y genómica de esponjas marinas en el Centro de Estudios Avanzados de Blanes y en la Universidad de Harvard. Además, cursó un Master en biodiversidad en la Universidad Autónoma de Barcelona (UAB). En 2004, recibió una beca para estudiar en el Centro Interno de Investigación en Ciencias Marinas y Limnología de la Universidad de Costa Rica en el que se ha convertido en su principal tema de investigación: las esponjas marinas.
Pérez-Porro centra su investigación en los efectos del cambio climático en las esponjas marinas de los arrecifes coralinos, y su adaptación en a un océano en proceso de cambios. Además, está muy involucrada en la lucha contra la presencia de residuos plásticos en el mar, y en 2018 publicó varios artículos de divulgación en el periódico digital El Independiente. Trabaja como profesora adjunta de Ciencias ambientales en el Baruch College de Nueva York. Además, es investigadora asociada en el Museo Nacional de Historia Natural de los Estados Unidos administrado por la Institución Smithsoniana en Washington D. C.
En 2017, fue seleccionada junto a otras tres científicas españolas para participar en la segunda expedición a la Antártida organizada por el Homeward Bound. En este programa de liderazgo y empoderamiento para mujeres del ámbito científico y tecnológico para luchar contra el cambio climático participaron mil mujeres. También se encuentra dentro del equipo de dirección de la iniciativa 500 Women Scientist.
Pérez-Porro es presidenta de la Red de Asociaciones de Investigadores y Científicos Españoles en el Exterior (RAICEX) y, desde marzo de 2019, es también la presidenta de la Asociación de Científicos Españoles en Estados Unidos (ECUSA). Fue la fundadora de la Women in Science Commission (MECUSA) dentro de la sociedad ECUSA para dirigir la promoción y visibilización del rol de la mujer en la ámbito científico.

## Reconocimientos
En 2018, por su participación en el Homeward Bound, recibió, junto a las otras tres miembros del equipo (Ana Payo Payo, Uxúa López y Alexandra Dubini), la Medalla de Oro de la Cruz Roja y la Media Luna Roja Española. Ese mismo año, fue ganadora de la beca Women inPower Fellow para mujeres líderes. En 2019, fue seleccionada para el Aspen Ideas Festival Scholar.

## Publicaciones
- Prashant P. Sharma, Stefan T. Kaluziak, Alicia R. Pérez-Porro, Vanessa L. González, Gustavo Hormiga, Ward C. Wheeler, Gonzalo Giribet. 2014. Phylogenomic interrogation of Arachnida reveals systemic conflicts in phylogenetic signal. Molecular Biology and Evolution, Volume 31, Issue 11. doi.org/10.1093/molbev/msu235.
- Ana Riesgo, Sónia C.S. Andrade, Prashant P. Sharma, Marta Novo, Alicia R. Pérez-Porro, Varpu Vahtera, Vanessa L. González, Gisele Y. Kawauchi, Gonzalo Giribet. 2012. Comparative description of ten transcriptomes of newly sequenced invertebrates and efficiency estimation of genomic sampling in non-model taxa. Frontiers in Zoology, Volume 9, Article number: 33. doi.org/10.1186/1742-9994-9-33.
- Rosa Fernández, Christopher E. Laumer, Varpu Vahtera, Silvia Libro, Stefan Kaluziak, Prashant P. Sharma, Alicia R. Pérez-Porro, Gregory D. Edgecombe, Gonzalo Giribet. Evaluating Topological Conflict in Centipede Phylogeny Using Transcriptomic Data Sets. Molecular Biology and Evolution, Volume 31, Issue 6. doi.org/10.1093/molbev/msu108.
- Ana Riesgo, Alicia R. Pérez-Porro, Susana Carmona, Sally P. Leys, Gonzalo Giribet. 2012. Optimization of preservation and storage time of sponge tissues to obtain quality mRNA for next‐generation sequencing. Molecular Ecology Resources, Volume 12, Issue 2. doi.org/10.1111/j.1755-0998.2011.03097.x.